# Casa al carrer Doctor Vidal Geli, 9 (Sant Pere Pescador)
La Casa al carrer Doctor Vidal Geli, 9 és una obra de Sant Pere Pescador (Alt Empordà) inclosa a l'Inventari del Patrimoni Arquitectònic de Catalunya.

## Descripció
Situada dins del nucli urbà de la població de Sant Pere Pescador, al sud de l'antic nucli medieval. Forma cantonada amb els carrers del Doctor Vidal Geli i Serra Bullones.
Edifici cantoner de planta rectangular, format per diversos cossos adossats. L'edifici principal, distribuït en tres crugies presenta la coberta a dues vessants i està distribuït en planta baixa i pis. A la banda sud se li adossa un cos amb la cantonada arrodonida, on hi ha un altell amb sortida a una terrassa, que ocupa l'angle de l'edifici. A la part posterior hi ha dos cossos rectangulars més, i també un petit pati. Totes les obertures de l'edifici són rectangulars, exceptuant el portal d'accés a l'interior, d'arc de mig punt adovellat. Al pis hi ha tres balcons correguts, amb barana de ferro treballada, un d'ells situat a la cantonada. La façana està rematada amb un ràfec de dents de serra, damunt del qual s'assenta una barana d'obra correguda. La cantonada presenta un plafó d'obra decorat amb motius animals i una inscripció: “OL TURBAE O TEDIUM DOM DINIS TI”. La construcció està arrebossada i conserva restes de diverses capes de pintura.

## Història
En el nucli antic de Sant Pere Pescador hi ha algunes cases dels segles XVI, XVII i XVIII amb interessants elements arquitectònics. Amb l'acabament de les guerres remences la vila de Sant Pere Pescador s'expandí més enllà del nucli fortificat al centre, on hi havia l'església i la casa Caramany, sobretot vers migdia on es formà un extens barri entre la muralla i el riu. L'habitatge del carrer Dr. Vida Geli 9 segons l'arxiu del COAC és un immoble originari del segle xvii amb reformes posteriors, encara que no es troba cap llinda commemorativa que ho corrobori.